# Créole jamaïcain
Le créole jamaïcain (ou jamaïquain), couramment appelé patwa (patois) par ses locuteurs, est un créole à base lexicale anglaise. Il est issu d'un mélange entre l'anglais et de plusieurs langues africaines (notamment de l'Akan), parlé en Jamaïque et par la diaspora jamaïcaine. C'est la langue natale parlée par la grande majorité des habitants de cette île.
Elle ne doit pas être confondue ni avec l'anglais jamaïcain et ni avec le patois rasta.

## Codes
- Code de langue IETF : jam